# Dasypogon obliquifolius
Dasypogon obliquifolius là một loài thực vật có hoa trong họ Dasypogonaceae. Loài này được Lehm. ex Nees miêu tả khoa học đầu tiên năm 1846.